# Barura
Barura es un subdistrito (upazila) del distrito (zila) de Comilla, de la región de Chittagong, en Bangladés, con una población estimada en marzo de 2016 de 405 118 habitantes.
Se encuentra ubicado al norte de la región de Chittagong y en el centro-este del país, cerca del río Meghna y de la frontera con India.